# Dialecte
Un dialecte és una varietat d'una llengua, parlada en una certa àrea geogràfica. Els lingüistes l'utilitzen en sentit històric-genètic per referir-se a llengües que deriven d'altres anomenant-les dialectes i en sentit sincrònic-descriptiu per referir-se a una varietat d'una llengua. El nombre de parlants, i l'àrea mateixa, poden ser de qualsevol grandària. Un dialecte d'una àrea gran pot tenir molts subdialectes; alhora, un subdialecte pot tenir subsubdialectes i parlars, i així successivament. Les isoglosses característiques d'un dialecte poden passar la majoria pel mateix lloc o no. En aquest segon cas, l'àrea en la qual es distribueixin serà una zona de transició i hi trobarem un dialecte de transició. Els dialectes també poden procedir de l'evolució in situ d'un idioma anterior, aleshores es parla de dialecte constitutiu. Per contra, si el lloc on es parla un dialecte no és el de la seva formació es parla de dialecte consecutiu. L'estudis dels dialectes s'anomena dialectologia.
El concepte de dialecte es distingeix del de sociolecte, pel fet que aquest és una varietat d'un idioma parlada per un cert estrat social, així com un cronolecte és la varietat d'un grup generacional o la varietat d'un període històric. Totes tres varietats, però, tenen en comú que són varietats d'un grup i, dins ell, d'una persona. El conjunt de varietats amb què s'expressa cada persona, dialectals o no, inclosos els trets personals, formen el seu idiolecte.
En oposició als dialectes, d'abast limitat, hi ha la llengua estàndard, que és la varietat que es codifica per als usos públics més formals i generals (per exemple, l'estàndard escrit) i que està, doncs, més aviat relacionada amb els registres.
Totes les varietats, dialectals o no, poden distingir-se no sols pel seu lèxic, sinó també per diferències en la gramàtica (morfologia i sintaxi), la fonètica i la prosòdia.
No obstant això, una llengua pot tenir més d'una varietat estàndard, com és el cas de l'anglès, en el qual tenim diferent ortografia i vocabulari estàndard per a l'anglès britànic, l'anglès americà i l'anglès de l'Índia. Tots ells es consideren variants estàndards de la mateixa llengua. Aquest tipus de llengües s'anomenen llengües pluricèntriques. En el cas del català s'ha parlat alhora de l'existència d'un estàndard policèntric i d'un estàndard composicional. L'estàndard català és composicional per la voluntat de l'autor, Pompeu Fabra, de crear una llengua nacional, perquè en la majoria d'aspectes s'ha adoptat per a l'ús general una solució que havia arribat a ser pròpia d'una part del territori, com és el cas de l'ortografia, basada en la fonètica del català occidental. També és el cas, en general, de la fonètica (guaita, guaitar, home i no * goita, * goitar, * homo), amb l'excepció del vocalisme àton (trobaré) i de la vocal tònica procedent de la E llarga i la I breu del llatí (ceba), en què en cada gran dialecte s'admet en la llengua formal o estàndard la solució pròpia. Aquests dos aspectes, però, no són problemàtics perquè pròpiament no hi ha alternatives excloents: les correspondències entre els dialectes són sistemàtiques, no afecten l'ortografia i no entrebanquen gens la comprensió mútua. Per contra, és problemàtica l'admissió de diferents variants en la morfologia verbal (polimorfisme), perquè implica que hi poden haver diferents versions d'un mateix text. Justament, aquest model polimòrfic és el que explica que es parli de l'existència de diferents paraestàndards.

## «Dialecte» o «llengua»
En àmbits aliens a la lingüística hi ha un prejudici que contraposa el dialecte a la llengua donant-li una valoració negativa al dialecte i una valoració positiva a la llengua. Una llengua constitueix, segons Jesús Tuson, «la coincidència essencial dels dialectes».
No existeixen criteris universalment acceptats per a distingir entre llengües i dialectes, encara que hi ha una sèrie de criteris, que freqüentment donen resultats contradictoris (el més patent és el de la mútua intel·ligibilitat, ja que d'aquesta manera, a través de les zones de transició, podríem considerar idiomes molt diferents com la mateixa llengua).
Joan Veny presenta un criteri triple que té problemes de ser posat en pràctica per a determinar si uns distints parlars conformen una llengua:
- La comprensió recíproca
- L'homogeneïtat estructural
- L'adopció per una mateixa comunitat social

En la pràctica, les varietats es consideren dialectes i no idiomes:
- simplement perquè no són (o no són considerats) una llengua literària.
- perquè els parlants del dialecte no tenen un estat propi o el seu estat no és diferent del de l'altre dialecte que podria considerar-se llengua diferent, o no tenen un nacionalisme polític consolidat.
- perquè no tenen un prestigi sociològic.
- perquè tenen un nombre de parlants reduït i una llengua germana té un nombre de parlants molt major.

Per a il·lustrar l'arbitrarietat de la divisió entre dialecte i llengua se cita sovint l'aforisme «una llengua és un dialecte amb un exèrcit i una marina», atribuït per una banda al mariscal Lyautey, però popularitzat pel lingüista Max Weinreich en un article seu.
Aquests criteris presenten problemes al considerar casos com el grec utilitzat per Plató, el llatí de Ciceró, el català anterior a la reforma de Pompeu Fabra i l'espanyol del Quixot. Jesús Tuson critica aquests criteris com a extralingüístics, ja que són de caràcter jurídicopolític.
Existeixen i van existir casos molt polèmics i debatuts. Per exemple el gallec, considerat per la major part dels lingüistes com un dialecte del portuguès, encara que políticament es tracten com a llengües diferents. El serbocroat s'ha separat, per a molts, únicament, per raons polítiques. El macedònic, encara que intel·ligible mútuament amb el búlgar i considerat pels lingüistes com un dialecte d'aquest, es considera una llengua pels nacionalistes macedonis. El libanès intenta secessionar-se de l'àrab, moviment promogut pels nacionalistes cristians. A l'època d'al-Àndalus hi va haver un fort debat dins la comunitat jueva amb relació a si l'hebreu era un dialecte de l'àrab.
En les llengües escandinaves, especialment les orientals, és difícil marcar-hi fronteres de llengües i dialectes, puix que els parlants de danès, suec i noruec (sobretot bokmål) tenen un grau d'intel·ligibilitat prou important perquè llurs parlars puguin ser considerats dialectes d'una única llengua. L'afrikaans es considera antic dialecte del neerlandès, que després de rebre altres influències i simplificar-se aconseguí la independència lingüística. L'exemple del moldau, intentant seccionar-lo del romanès, és un altre exemple de la primacia dels interessos polítics sobre els lingüístics.
Indonesi i malaisi són noms diferents (amb normes diferents) per al malai.
A la península Ibèrica han existit disputes tradicionalment al voltant de la consideració de dialecte o llengua per a variants, com ara el gallec i el portuguès, el català i el valencià, l'asturià i el castellà, l'aragonès i el castellà, etc.